# (6177) Fecamp
(6177) Fecamp es un asteroide perteneciente al cinturón de asteroides, región del sistema solar que se encuentra entre las órbitas de Marte y Júpiter, descubierto el 12 de febrero de 1986 por Henri Debehogne desde el Observatorio de La Silla, Chile.

## Designación y nombre
Designado provisionalmente como 1986 CE2. Fue nombrado Fecamp en homenaje a Fécamp es un pequeño pueblo ubicado en Normandía, Francia. La historia de Fécamp gira en torno a su abadía.

## Características orbitales
Fecamp está situado a una distancia media del Sol de 2,203 ua, pudiendo alejarse hasta 2,370 ua y acercarse hasta 2,036 ua. Su excentricidad es 0,075 y la inclinación orbital 5,681 grados. Emplea 1194,59 días en completar una órbita alrededor del Sol.

## Características físicas
La magnitud absoluta de Fecamp es 13,5. Tiene 4,795 km de diámetro y su albedo se estima en 0,368. 